# Vsevolod Alexandrov
Vsevolod Jurjevič Alexandrov (rusky Всеволод Юрьевич Александров; 4. června 1936, Moskva – 25. července 2010) patřil k ruským průkopníkům abstraktní malířské tvorby.

## Život
Jeho otec Jurij Alexandrov byl architektem a grafickým designérem. Matka, Valentina Alexandrova byla operní pěvkyní. Vsevolod Alexandrov absolvoval Moskevskou státní uměleckou školu v letech 1949–1955. Touto školou procházeli talentovaní studenti a studentky z celého území SSSR.
Od roku 1955 do roku 1957 ho odborně doprovázel a vyučoval vynikající ruský malíř Vladimir Jevgeňjevič Jegorov. Další dva roky strávil na katedře monumentálního malířství prestižního Stroganovského institutu. V roce 1959 odjel na studentskou praxi do kláštera Ferapontov v severním Rusku.  Zde poprvé uviděl a v odloučení od běžného světa studoval fresky věhlasného umělce Dionisia. Zaujatě se je snažil napodobovat. Po návratu jasně cítil, že dále nemůže morálně sdílet často falešné motivy soc. realizmu a podařilo se mu přestoupit na Estonskou akademii umění. Studium v letech 1959 až 1964 spojil s pobytem v Estonsku a poznal na akademii mnoho významných estonských umělců. Mezi učitele Vsevoloda Alexandrova patřili profesoři Johannes Voerahansu a Valerian Loik.
Od poloviny 60. let se Vsevolod Alexandrov zaměřil na abstraktní umění, které bylo v té době v SSSR zakázáno. Začátkem sedmdesátých let už patřil mezi umělce, kteří sdílí oficiální směr a státní politiku. Účastnil se proto zejména nekonformních výstav na Malé Gruzínské v centru Moskvy.  V této době vznikl také obraz Zasedání, který je němým protestem proti vpádu vojsk Varšavské smlouvy do tehdejšího Československa. Expresivní črty vyjadřují ponurou atmosféru setkání vysokých představitelů neznámo kdy a kde, ale právě zde, na tomto místě, padá zásadní rozhodnutí o vpádu vojsk Varšavské smlouvy do Československa 21. srpna 1968. Bohužel originál obrazu spolu s dalšími díly nejen Vsevoloda Alexandrova, ale i dalších umělců „z Malé Gruzínské“, se nečekaně stal obětí zásahu buldozerů, které toto místo setkávání a svobodnějších debat o umění brzy srovnaly se zemí.                        
Později, během let 1979–80, se mu podařilo uspořádat několik oficiálních výstav v různých polských městech. A konečně roku 1982 otevřel samostatnou výstavu také ve Varšavě.
První samostatná výstava Vsevoloda Alexandrova v Moskvě byla uzavřena a zakázána hned první den po zahájení, právě proto, že představovala abstraktní umění. V dubnu 1991 umělec zahájil výstavu svých prací ve Varšavě a po této výstavě se dočkal zvláštního vyznamenání, protože z rukou papeže Jana Pavla II přijal osobní požehnání a papež požehnal i jeho obraz Madonna Misericordia.
Od roku 1991 už Vsevolod Alexandrov žil trvale v Moskvě, byl velkým milovníkem filozofie a nestál příliš o publicitu. Pokračoval v činorodé práci až do konce svého života. Během tohoto období jakoby se již loučil se Zemí a vrací se od abstrakce k lyrickému žánru vyobrazení krajiny. Vsevolod Alexandrov zemřel dne 25. července 2010 v Moskvě.

### Pedagogická činnost
Od roku 1979 do roku 1981 přednášel Vsevolod Alexandrov kresbu na Moskevském architektonickém institutu, v létech 1981 až 1985 přednášel malbu na Stroganovském institutu.

### Výstavy
Od roku 1988 byl členem Svazu výtvarných umělců SSSR. Byl významným představitelem nonkonformizmu. Výstavy jeho obrazů proběhly v Rusku i v zahraničí a jeho obrazy se nachází také v USA, Německu, Polsku, České republice a dalších zemích.
Seznam výstav
- 1976 – 1982 .. účastnil se „Jarních“, „Podzimních“ a tematických výstav v Malé gruzínské ulici v Moskvě
- 1979 – 1982... série personálních výstav ve městech Polska
- 1982............... personální výstava ve Varšavě
- 1982............... personální výstava v Domě Architektů (expozice uzavřena – pokus o představení duchovních a také abstraktních děl)
- 1991............... personální výstava ve Varšavě
- 1992............... personální výstava v domě-muzeu F.I. Šaljapina v Moskvě
- 1998............... personální výstava v informačním středisku OSN v Moskvě
- 2005............... skupinová výstava Výtvarníci Moskvy
- 2008............... skupinová výstava Jubilejní výstava „75 let Moskevského Svazu výtvarných umělců“
- 2009............... skupinová výstava Cesta jednoty v Ústředním domě výtvarných umělců v Moskvě.